# Кэйан
Кэйан или Кёан (яп. 慶安 кэйан, кё:ан, мирная радость) — девиз правления (нэнго) японского императора Го-Комё, использовавшийся с 1648 по 1652 год.

## Продолжительность
Начало и конец эры:
- 15-й день 2-й луны 5-го года Сёхо (по григорианскому календарю — 7 апреля 1648);
- 18-й день 9-й луны 5-го года Кэйан (по григорианскому календарю — 20 октября 1652).

## Происхождение
Название нэнго было заимствовано из классического древнекитайского сочинения Книга Перемен:「乃終有慶、安貞之吉応地無疆」.

## События
- 1649 год (2-й год Кэйан) — сёгунат запретил жителям Эдо выбрасывать мусор на городских свалках (кайсёти, букв. «общественные места»), повелев вывозить его подальше, в бухту[8];
- 18 марта 1649 года (6-й день 2-й луны 2 года Кэйан) — вышел Указ о регламентации крестьянской жизни годов Кэйан («Кэйан офурэгаки»)[9];
- 1 апреля 1649 года (20-й день 2-й луны 2-го года Кэйан) — в Эдо произошло крупное землетрясение[10];
- 1651 год (4-й год Кэйан) — Восстание годов Кэйан (яп. 慶安事件 Кэйан дзикэн) — неудачная попытка свергнуть сёгунат Эдо ронинами Марубаси Тюя (яп. 丸橋 忠弥) и Юи Сёсэцу (яп. 由井正雪)[11];
- 1652 год (5-я луна 5-го года Кэйан) — при покровительстве даймё Сакаи Тадакацу выходит хроника Нихон одай итиран[10];
- 1652 год (5-й год Кэйан) — крестьянское восстание в княжестве Сакура (провинция Симоса) под предводительством старосты Согоро против жестокостей даймё Хотта Масанобу (1631—1680). Сёгунат старосту казнил, а даймё лишил владений[12];

## Сравнительная таблица
Ниже представлена таблица соответствия японского традиционного и европейского летосчисления. В скобках к номеру года японской эры указано название соответствующего года из 60-летнего цикла китайской системы гань-чжи. Японские месяцы традиционно названы лунами.
| 1-й год Кэйан (Земляная Крыса)       | 1-я луна        | 1-я луна (високосная) * | 2-я луна  | 3-я луна  | 4-я луна* | 5-я луна* | 6-я луна   | 7-я луна*   | 8-я луна    | 9-я луна*  | 10-я луна                | 11-я луна*     | 12-я луна      |
| ------------------------------------ | --------------- | ----------------------- | --------- | --------- | --------- | --------- | ---------- | ----------- | ----------- | ---------- | ------------------------ | -------------- | -------------- |
| Григорианский календарь              | 25 января 1648  | 24 февраля              | 24 марта  | 23 апреля | 23 мая    | 21 июня   | 20 июля    | 19 августа  | 17 сентября | 17 октября | 15 ноября                | 15 декабря     | 13 января 1649 |
| Юлианский календарь                  | 15 января 1648  | 14 февраля              | 14 марта  | 13 апреля | 13 мая    | 11 июня   | 10 июля    | 9 августа   | 7 сентября  | 7 октября  | 5 ноября                 | 5 декабря      | 3 января 1649  |
| 2-й год Кэйан (Земляной Бык)         | 1-я луна*       | 2-я луна                | 3-я луна  | 4-я луна* | 5-я луна  | 6-я луна* | 7-я луна   | 8-я луна*   | 9-я луна    | 10-я луна* | 11-я луна                | 12-я луна*     |                |
| Григорианский календарь              | 12 февраля 1649 | 13 марта                | 12 апреля | 12 мая    | 10 июня   | 10 июля   | 8 августа  | 7 сентября  | 6 октября   | 5 ноября   | 4 декабря                | 3 января 1650  |                |
| Юлианский календарь                  | 2 февраля 1649  | 3 марта                 | 2 апреля  | 2 мая     | 31 мая    | 30 июня   | 29 июля    | 28 августа  | 26 сентября | 26 октября | 24 ноября                | 24 декабря     |                |
| 3-й год Кэйан (Металлический Тигр)   | 1-я луна        | 2-я луна*               | 3-я луна  | 4-я луна* | 5-я луна  | 6-я луна  | 7-я луна*  | 8-я луна    | 9-я луна*   | 10-я луна  | 10-я луна (високосная) * | 11-я луна      | 12-я луна*     |
| Григорианский календарь              | 1 февраля 1650  | 3 марта                 | 1 апреля  | 1 мая     | 30 мая    | 29 июня   | 29 июля    | 27 августа  | 26 сентября | 25 октября | 24 ноября                | 23 декабря     | 22 января 1651 |
| Юлианский календарь                  | 22 января 1650  | 21 февраля              | 22 марта  | 21 апреля | 20 мая    | 19 июня   | 19 июля    | 17 августа  | 16 сентября | 15 октября | 14 ноября                | 13 декабря     | 12 января 1651 |
| 4-й год Кэйан (Металлический Кролик) | 1-я луна        | 2-я луна*               | 3-я луна  | 4-я луна* | 5-я луна  | 6-я луна* | 7-я луна   | 8-я луна    | 9-я луна*   | 10-я луна  | 11-я луна*               | 12-я луна      |                |
| Григорианский календарь              | 20 февраля 1651 | 22 марта                | 20 апреля | 20 мая    | 18 июня   | 18 июля   | 16 августа | 15 сентября | 15 октября  | 13 ноября  | 13 декабря               | 11 января 1652 |                |
| Юлианский календарь                  | 10 февраля 1651 | 12 марта                | 10 апреля | 10 мая    | 8 июня    | 8 июля    | 6 августа  | 5 сентября  | 5 октября   | 3 ноября   | 3 декабря                | 1 января 1652  |                |
| 5-й год Кэйан (Водяной Дракон)       | 1-я луна*       | 2-я луна                | 3-я луна* | 4-я луна* | 5-я луна  | 6-я луна* | 7-я луна   | 8-я луна    | 9-я луна*   | 10-я луна  | 11-я луна                | 12-я луна*     |                |
| Григорианский календарь              | 10 февраля 1652 | 10 марта                | 9 апреля  | 8 мая     | 6 июня    | 6 июля    | 4 августа  | 3 сентября  | 3 октября   | 1 ноября   | 1 декабря                | 31 декабря     |                |
| Юлианский календарь                  | 31 января 1652  | 29 февраля              | 30 марта  | 28 апреля | 27 мая    | 26 июня   | 25 июля    | 24 августа  | 23 сентября | 22 октября | 21 ноября                | 21 декабря     |                |

* звёздочкой отмечены короткие месяцы (луны) продолжительностью 29 дней. Остальные месяцы длятся 30 дней.